# Scott of the Antarctic
Scott of the Antarctic és una pel·lícula de l'any 1948 dirigida per Charles Frend i protagonitzada per John Mills, Diana Churchill i Harold Warrender.

## Argument
Anglaterra, 1904. El capità Robert Falcon Scott (John Mills), explorador de la Royal Navy, fa un primer viatge a l'Antàrtida. L'any 1910 i amb l'Expedició Terra Nova, inicia un segon i molt accidentat viatge intentant cercar el centre del pol Sud. Després de passar l'hivern al campament base de Cap Evans, Scott i quatre expedicionaris més assoleixen l'objectiu el 18 de gener del 1912. Però, els anglesos no han estat els primers a arribar-hi, ja que se'ls ha avançat el noruec Roald Amundsen. En el trajecte de retorn al campament, les condicions climatològiques s'endureixen considerablement i el fred es cobra una primera víctima.

## Context històric i artístic
El segon i definitiu viatge de l'explorador britànic Robert Falcon Scott a l'inexplorat Pol Sud és un dels més grans relats d'aventures del segle xx. Aquella accidentada i tràgica expedició ha estat novel·lada i vista pel cinema més d'una vegada. Produïda per Michael Balcon, és aquesta, potser, la millor pel·lícula sobre el capità Scott, ja que la seua sòbria realització i la magnificència dels escenaris antàrtics (en realitat, es va filmar a Noruega i al Jungfrau -cantó de Berna, Suïssa-) donen sobrada credibilitat a la gesta narrada. Cal destacar-hi el responsable de la direcció artística, Arne Åkermark, però també l'equip fotogràfic, amb Jack Cardiff al davant, que confereix a la ficció uns folrats caràcters de semblança documental. Tanmateix, cal fer esment de John Mills, ja que, amb poderós èmfasi dramàtic, interpreta amb encert l'obstinat i temerari Scott. El relat, basat en els diaris de l'explorador, s'inicia el 1904 (amb el seu retorn a Anglaterra) i conclou el març del 1912 a l'Antàrtida, amb la mort del capità Scott i de quatre dels seus acompanyants, els quals es veuen atrapats en una llarga i tràgica tempesta de gel. Scott seria honorat i ascendit a la categoria dels homes llegendaris, convertint-se en el major heroi de la Royal Navy des d'Horatio Nelson.
Aquesta aventura èpica i dramàtica va tindre una gran acceptació en les sales angleses, contribuint força a la popularitat de l'intrèpid i malaguanyat explorador. El film no amaga la paradoxa en la qual va caure Scott: es va quedar glaçat en descobrir que, després de dos anys de viatge, se li havia avançat un altre explorador: Roald Amundsen (el noruec havia arribat al centre del pol Sud 34 dies abans).

## Frases cèlebres
| « | "Dia 9 de setembre del 1904. A bord del Discovery, camí cap a casa. Tornem de les terres antàrtiques. Espero haver afegit alguna cosa al cúmul de descobriments que el capità James Cook, Sir James Clark Ross i altres exploradors van fer abans que jo. El cas és que només he pogut fregar la superfície de l'incògnit, deixo enrere un continent enorme, inhòspit, misteriós. I malgrat tots els nostres intents i propòsits, encara desconegut per l'home." (El capità Scott / John Mills) | » |

| « | El capità Scott al pol Sud: "Lloat sia Déu! És un indret horrible." | » |

## Curiositats
- Les temperatures registrades per Scott i el seu equip en la seua malaurada expedició són, fins avui dia, de les més baixes mai registrades.[4]
- La bitàcola del capità Scott i molts dels efectes personals dels exploradors foren manllevats del Museu Britànic per a afegir més autenticitat a aquest gairebé documental.[4]
- El refugi on Scott i el seu equip van romandre durant els llargs mesos d'hivern al pol Sud encara existeix i és una atracció turística per als pocs viatgers que visiten aquesta part del planeta (l'aire fred i sec l'ha conservat exactament igual a com era fa un segle).[4]
- En el moment de la seva mort, el 7 de juny del 2015, Christopher Lee era el darrer membre supervivent del conjunt d'actors que van participar en el rodatge del film.[4]
- Ralph Vaughan Williams va aprofitar les seues aportacions musicals a la pel·lícula per a compondre la seua setena simfonia: Sinfonia antartica (va escriure prop de 1.000 compassos per a la banda sonora del film, tot i que menys de la meitat hi foren realment emprats).[4]
- Kenneth More va cobrar només 300 £ pel seu paper.[4]
- Fou la tercera pel·lícula més taquillera al Regne Unit l'any 1949.[5]

## Premis
- 1948: Premis Bafta (Nominada a la Millor Pel·lícula Britànica)[6]